# Liste des députés de la préfecture de Wakayama
Cette page liste les membres de la Chambre des représentants du Japon élus dans les circonscriptions de la préfecture de Wakayama.

## 41elégislature(1996-2000)
Au cours de la 41e législature, les députés de la préfecture de Wakayama furent les suivants :
| Circonscription | Député | Député                 | Parti politique |
| --------------- | ------ | ---------------------- | --------------- |
| 1re             |        | Keisuke Nakanishi (ja) | Shinshintō      |
| 2e              |        | Mitsuzō Kishimoto (ja) | PLD             |
| 3e              |        | Toshihiro Nikai        | Shinshintō      |

## 42elégislature(2000-2003)
Au cours de la 42e législature, les députés de la préfecture de Wakayama furent les suivants :
| Circonscription | Député           | Député                 | Parti politique | Mandat    |
| --------------- | ---------------- | ---------------------- | --------------- | --------- |
| 1re             |                  | Tatsuya Tanimoto (ja)  | SE              |           |
| 2e              |                  | Mitsuzō Kishimoto (ja) | PLD             | 2000-2002 |
| 2e              | Masatoshi Ishida | 2002-2003              | PLD             |           |
| 3e              |                  | Toshihiro Nikai        | PC              |           |

## 43elégislature(2003-2005)
Au cours de la 43e législature, les députés de la préfecture de Wakayama furent les suivants :
| Circonscription | Député | Député                | Parti politique |
| --------------- | ------ | --------------------- | --------------- |
| 1re             |        | Tatsuya Tanimoto (ja) | PLD             |
| 2e              |        | Masatoshi Ishida      | PLD             |
| 3e              |        | Toshihiro Nikai       | NPC             |

## 44elégislature(2005-2009)
Au cours de la 44e législature, les députés de la préfecture de Wakayama furent les suivants :
| Circonscription | Député | Député                | Parti politique |
| --------------- | ------ | --------------------- | --------------- |
| 1re             |        | Tatsuya Tanimoto (ja) | PLD             |
| 2e              |        | Masatoshi Ishida      | PLD             |
| 3e              |        | Toshihiro Nikai       | PLD             |

## 45elégislature(2009-2012)
Au cours de la 45e législature, les députés de la préfecture de Wakayama furent les suivants :
| Circonscription | Député | Député                | Parti politique |
| --------------- | ------ | --------------------- | --------------- |
| 1re             |        | Shūhei Kishimoto (ja) | PDJ             |
| 2e              |        | Naoto Sakaguchi (ja)  | PDJ             |
| 3e              |        | Toshihiro Nikai       | PLD             |

## 46elégislature(2012-2014)
Au cours de la 46e législature, les députés de la préfecture de Wakayama furent les suivants :
| Circonscription | Député | Député                | Parti politique |
| --------------- | ------ | --------------------- | --------------- |
| 1re             |        | Shūhei Kishimoto (ja) | PDJ             |
| 2e              |        | Masatoshi Ishida      | PLD             |
| 3e              |        | Toshihiro Nikai       | PLD             |

## 47elégislature(2014-2017)
Au cours de la 47e législature, les députés de la préfecture de Wakayama furent les suivants :
| Circonscription | Député | Député                | Parti politique |
| --------------- | ------ | --------------------- | --------------- |
| 1re             |        | Shūhei Kishimoto (ja) | PDJ             |
| 2e              |        | Masatoshi Ishida      | PLD             |
| 3e              |        | Toshihiro Nikai       | PLD             |

## 48elégislature(2017-2021)
Au cours de la 48e législature, les députés de la préfecture de Wakayama furent les suivants :
| Circonscription | Député | Député                | Parti politique |
| --------------- | ------ | --------------------- | --------------- |
| 1re             |        | Shūhei Kishimoto (ja) | PE              |
| 2e              |        | Masatoshi Ishida      | PLD             |
| 3e              |        | Toshihiro Nikai       | PLD             |

## 49elégislature(2021-2024)
Au cours de la 49e législature, les députés de la préfecture de Wakayama furent les suivants :
| Circonscription | Député | Député                | Parti politique | Mandat    |
| --------------- | ------ | --------------------- | --------------- | --------- |
| 1re             |        | Shūhei Kishimoto (ja) | PDP             | 2021-2022 |
| 1re             |        | Yumi Hayashi          | Ishin           | 2023-2024 |
| 2e              |        | Masatoshi Ishida      | PLD             |           |
| 3e              |        | Toshihiro Nikai       | PLD             |           |

## 50elégislature(depuis 2024)
Au cours de la 50e législature, les députés de la préfecture de Wakayama sont les suivants :
| Circonscription | Député | Député               | Parti politique |
| --------------- | ------ | -------------------- | --------------- |
| 1re             |        | Daichi Yamamoto (ja) | PLD             |
| 2e              |        | Hiroshige Sekō       | SE              |